# Julio César Salcedo Aquino
Julio César Salcedo Aquino M.J.(Ciudad de México, 12 de abril de 1951) es un Obispo perteneciente a la Congregación de los Misionero de San José . El 15 de junio de 2017 fue nombrado Obispo de Tlaxcala por el PAPA Francisco convirtiéndose de esta forma en el cuarto pastor de esta diócesis.